# Suối Muội (Thuận Châu)
Suối Muội là một suối chảy qua thị trấn Thuận Châu tỉnh Sơn La, Việt Nam 
Suối Muội dài cỡ 30 km, chảy theo hướng tây nam và thuộc lưu vực sông Mã.

## Dòng chảy
Suối Muội bắt nguồn từ tây bắc xã Chiềng Pha 21°31′31″B 103°38′13″Đ / 21,525229°B 103,636865°Đ.
Sau đó suối chảy về hướng đông nam qua Phổng Lăng, thị trấn Thuận Châu đến xã Thôm Mòn 21°25′17″B 103°43′00″Đ / 21,421316°B 103,716724°Đ. Tại đây Quốc lộ 6 được mở theo thung lũng suối Muội .
Suối Muội đổi hướng tây nam, đến xã Púng Tra thì có tên là Huổi Phai. Từ thung lũng của xã này sông đổi hướng đông nam, đến giữa xã Nậm Lầu thì đổ vào Nậm Ty, từ đây nước chảy đến sông Mã.

## Chú ý
Chú ý là tại vùng Mường Sại Quỳnh Nhai cũng có suối Muội, và hai suối Muội này cách nhau chỉ cỡ 10 km đường chim bay, có hướng chảy ngược nhau.